# Markus Keller (Theaterleiter)
Markus Keller (* 21. Juni 1947 in Bern) ist ein Schweizer Theaterregisseur, ‑leiter und ‑autor.

## Leben
Markus Keller machte eine Lehre als Zeichner, später liess er sich zum Jugend- und Sozialarbeiter ausbilden und arbeitete eine Zeitlang in diesem Beruf. 1976 gründete er gemeinsam mit Kurt Frauchinger das Zimmertheater Chindlifrässer in Bern, das bis 1981 existierte und danach unter der Bezeichnung Theater Chindlifrässer zusammen mit dem Stadttheater Bern zunächst Stücke für Jugendliche auf die Bühne brachte, später dann auch für Erwachsene. Unter anderem kamen dort Stücke aus Kellers eigener Feder zur Uraufführung wie Bombenschtimmig oder Sometimes I Wanna Kill, Sometimes I Wanna Die sowie Jugendtheaterstücke.
Keller arbeitete auch für Freilichtbühnen, für die er Stücke nach literarischen Vorlagen schrieb, unter anderem Dämonen nach Umberto Ecos Roman Der Name der Rose oder Der Glöckner auf der Grundlage vom Glöckner von Notre-Dame von Victor Hugo.
Regiearbeiten lieferte Keller am Landestheater Burghofbühne Dinslaken und an der Landesbühne Hannover ab. Des Weiteren schrieb und produzierte er Hörspiele und gehörte in den 1980er-Jahren zum Autorenteam der Schweizer Fernsehserie Motel.
1996 gründete Keller gemeinsam mit Ernst Gosteli das Theater an der Effingerstrasse in Bern, dessen Leitung er bis 2020 gemeinsam mit Tanja Geier innehatte und an dem er auch als Regisseur arbeitet.
In der Spielzeit 2020/21 und 2021/22 war Alexander Kratzer künstlerischer Leiter am Theater an der Effingerstrasse.
Seit der Spielzeit 2022/23 ist Christiane Wagner künstlerische Leiterin am Theater an der Effingerstrasse.